# Iglesia de Santa Brígida (Perth)
La Iglesia de Santa Brígida (en inglés: St Brigid's Church) es una iglesia católica catalogada como patrimonio en Northbridge, Perth en el estado de Australia Occidental parte de Australia. El recinto de la iglesia comprende el edificio de la iglesia, un convento, un presbiterio y una escuela, situada en un bloque de tierra limitado por la calle Aberdeen (al noreste), la calle Fitzgerald (al sudeste) , la calle John ( al suroeste) y un parque y una vía expresa (al noroeste).
En 1901, se estableció la parroquia de Santa Brígida y el monseñor Bourke fue nombrado párroco. Las monjas proporcionan acceso a los edificios escolares para los servicios de la iglesia, pero esto era muy incómodo pues constantemente había que reorganizar todo, por lo que se formó un comité en abril de 1901 para recaudar fondos para la construcción de una iglesia y un presbiterio.
En 1902, el presbiterio se construyó frente a la calle Aberdeen. En febrero de 1904, se elaboraron los planes la iglesia misma y la primera piedra fue colocada en mayo de 1904. La iglesia fue construida en la esquina de la calle Fitzgerald y calle Aberdeen y fue inaugurada oficialmente el 5 de febrero de 1905.